# Pandharpur (Solapur)
Pandharpur es una ciudad y  municipio situada en el distrito de Solapur en el estado de Maharashtra (India). Su población es de 98923 habitantes (2011). Se encuentra a 70 km de Solapur.

## Demografía
Según el censo de 2011 la población de Pandharpur era de 98923 habitantes, de los cuales 50645 eran hombres y 48278 eran mujeres. Pandharpur tiene una tasa media de alfabetización del 86,65%, inferior a la media estatal del 82,34%: la alfabetización masculina es del 91,78%, y la alfabetización femenina del 81,32%.